# Машковцев, Сергей Алексеевич
Сергей Алексеевич Машковцев (26 ноября 1992, Новосибирск) — российский хоккеист, вратарь. Воспитанник нижегородского хоккея.

## Достижения
- Участник Кубка Вызова 2013.